# Knjaz
Knjaz (Russisch: князь) is een oude adellijke titel in verschillende Slavische landen, vergelijkbaar met vorst, prins of hertog maar wordt meestal vertaald naar prins (verwijzend naar het latijnse princeps). Deze vertalingen zijn echter niet exact. 

## Etymologie
Waarschijnlijk is de titel knjaz afgeleid van het proto-Germaanse kuningaz, en is als zodanig verwant aan het Nederlandse koning, het Engelse king, het Duitse König, het Scandinavische konung en het Finse en Estische kuningas. In de verschillende Oost-Europese landen is de schrijfwijze en uitspraak verschillend. In Rusland en Oekraïne wordt het geschreven als князь (vrouwelijk княгиня, knjaginja), in het Bulgaars wordt het geschreven als княз, in het Servisch knez, in het Roemeens cneaz of chinez, en in het Hongaars kündü; kenéz.

## Betekenis
De betekenis van de titel knjaz is in de loop der tijd veranderd. In eerste instantie stond knjaz voor stamhoofd en daarmee behoort een knjaz tot de Russische oeradel. Later werden het feodale heersers van een staat (княжество, knjazjestvo, vergelijkbaar met een vorstendom of een prinsdom), bijvoorbeeld in het Kievse Rijk.
Met de toenemende centralisatie werden de heersers grootvorst  genoemd (in het Russisch: великий князь [vjeliki knjaz]), vergelijkbaar met groothertog of prins. Deze heersten over een groothertogdom, diens vazallen waren veelal knjaz.
In 1547 werd grootvorst Ivan IV van Moskou (Ivan de Verschrikkelijke) tot tsaar van Rusland gekroond. Hiermee nam het belang van de titel knjaz verder af, omdat ze nog wel steeds over hun gebieden heersten, maar formeel geen politieke macht meer hadden. In het midden van de 18e eeuw werd de titel grootvorst exclusief voorbehouden aan de zonen en kleinzonen (in de mannelijke lijn) van de Russische tsaren. De titel knjaz bleef voorbehouden als erfelijke titel in de mannelijke lijn voor de afstammelingen van Rurik of Gediminas en van hen, die door hun geboorte recht hadden op deze titel, maar werd soms ook toegekend door de tsaar. Aleksandr Mensjikov was de eerste die de titel kreeg van Peter de Grote; Catharina de Grote kende de titel toe aan haar minnaar Grigori Potemkin. Toen in 1801 Georgië door Rusland werd ingelijfd werden verschillende lokale edelen als knjaz betiteld, waaronder ook de heersers van het Krimkanaat.
Vanaf 1886 werden alle Russische keizerlijke bloedverwanten die niet de status van tsesarevitsj of grootvorst hadden, zoals (achter)kleinzonen en (achter)kleindochters en nog latere bloedverwanten aangeduid als vorst van keizerlijk bloed (in het Russisch: князь императорской крови [knjaz imperatorskoj krovi]), ook wel vertaald als prins of prinses.
De echtgenote van een Russische knjaz heet knjaginja (in het Russisch: княгиня), de zoon knjazjitsj (in het Russisch: княжич), de ongetrouwde dochter van een vorst knjazna (in het Russisch: княжна).